# 近畿大学附属広島高等学校・中学校東広島校
近畿大学附属広島高等学校・中学校東広島校（きんきだいがくふぞくひろしまこうとうがっこう・ちゅうがっこうひがしひろしまこう）は、広島県東広島市高屋うめの辺にある私立高等学校・中学校。

## 概要
近畿大学の系列校である。近畿大学工学部が隣接する。
附属福山校の東広島校舎として、1996年開設。
1999年に福山校から独立。近畿大学附属東広島高等学校となる。それに加え、近畿大学附属東広島中学校を併設。
2013年、校名を「近畿大学附属広島高等学校・中学校東広島校」に変更。

## 交通アクセス
- 山陽本線（JR西日本）西高屋駅から約1.5km：徒歩約20～25分、路線バス約4～12分。
- 地名「うめの辺」は近畿大学の校章の梅花にちなみ、世耕政隆近畿大先代総長が命名した[2]。

## 沿革
- 1996年 - 近大福山高の東広島校舎として開校。
- 1999年 - 近畿大学附属東広島高等学校に校名を変更するとともに中学校を併設。
- 2006年 - 10周年記念式典が行われ、食堂棟校舎が完成。それまで隣接する近畿大学工学部にしか設置されていなかった食堂が中高にも設けられた。
- 2013年 - 校名を「近畿大学附属広島高等学校・中学校東広島校」に変更[3]。

## 校風

### 校訓
「人に愛される人、信頼される人、尊敬される人になろう」

### 教育方針
深い思索力、旺盛な探究心、高い学力を身につけた、創造的能力を持つ生徒を育てる。
- 礼儀正しく、豊かな情操と高い気品をもつ生徒を育てる。
- 規則を守り、進んで責任を果たし、自他の人格を尊重する生徒を育てる。
- 常に報恩感謝の念を忘れず、進んで社会のために奉仕する生徒を育てる。
- 健康な身体と強固な意志をもち、自らを開発進展しようとする生徒を育てる。
- 国際的視野に立ち、社会的事象を公正に判断できる生徒を育てる。

## 年間行事
学校では近校祭と呼ばれている。
- 体育祭 - 毎年4月下旬に行われる。（クラスまたは学年で団対抗で競う。2013年度から中学校は全て4クラス制に移行するためこれまでに黄・緑・桃とあったのだが、黄・緑に変更された。）
- 文化祭 - 毎年９．１０月中旬に行われる。（1日目は中学校は合唱コンクール・高校はステージ発表(高校と中学で時間別)、2日目は模擬店などのお店が出される。一般参加は2日目。）

## 著名な卒業生
- さいねい龍二（俳優、ローカルタレント）
- 中西敦子（テレビ新広島アナウンサー）

## 関連校
- 近畿大学附属高等学校・中学校（大阪府東大阪市）
- 近畿大学附属新宮高等学校・中学校（和歌山県新宮市）
- 近畿大学附属豊岡高等学校・中学校（兵庫県豊岡市）
- 近畿大学附属福岡高等学校（福岡県飯塚市）
- 近畿大学附属広島高等学校・中学校福山校（広島県福山市）
- 近畿大学附属和歌山高等学校・中学校（和歌山県和歌山市）